# Chiesa dei Santi Giacomo e Filippo (Andora)
La chiesa dei Santi Giacomo e Filippo è un luogo di culto cattolico situato nella borgata di Castello, nel comune di Andora in provincia di Savona. L'intero complesso, nelle vicinanze dei resti del duecentesco castello andorese, compresa la vicina torre rettangolare, è ben visibile dall'autostrada A10 Genova-Ventimiglia nei pressi del viadotto sul torrente Merula. Annualmente, nel periodo estivo, la chiesa è teatro di un'importante rassegna di musica classica.

## Storia e descrizione

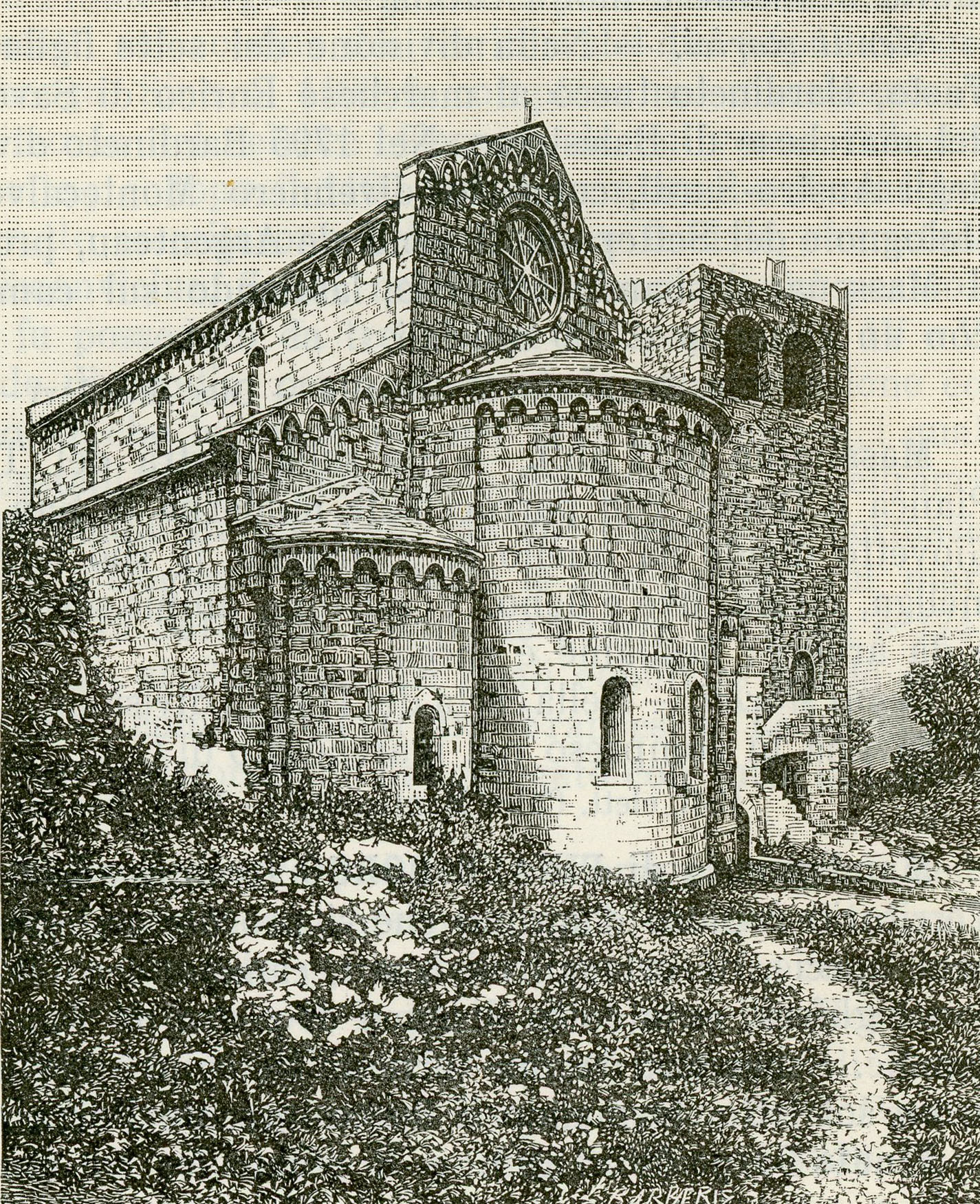
Xilografia ottocentesca della chiesa

Edificata su una collinetta dominante la valle del torrente Merula secondo le fonti storiche la sua costruzione è risalente alla seconda metà del XIII secolo. Per la sua costruzione fu utilizzata la pietra di Capo Mele, così come l'attigua torre, ed è considerata un notevole esempio di architettura tardo romanico nel ponente ligure.
Subì nel corso del XIV secolo un ingrandimento e una rivisitazione della struttura che portarono l'edificio ad assumere l'attuale aspetto romanico-gotico. Un successivo restauro è stato compiuto dall'architetto Alfredo d'Andrade nel 1903.
L'edificio presenta una pianta di tipo basilicale con una divisione a tre navate e tre absidi; colonne rotonde e scolpite sorreggono archi ogivali delle navate. Nella facciata esterna è presente un tipico portale a tutto sesto sormontato da una polifora centrale.
Accanto alla chiesa è presente la monumentale porta-torre in pietra viva con la tipica merlatura in stile ghibellino dove, anticamente, fu l'accesso settentrionale ai tempi della dominazione della repubblicana genovese. La torre, molto probabilmente coeva della chiesa stessa, funge di fatto da campanile del vicino edificio religioso. All'interno della torre è presente la rimanenza di un antico affresco.